# Фирсова (деревня)
Фирсова — деревня в Абатском районе Тюменской области России. Входит в состав Тушнолобовского сельского поселения.

## История
В «Списке населенных мест Российской империи» 1871 года издания (по сведениям 1868—1869 годов) населённый пункт упомянут как казённое село Фирсовское Ишимского округа Тобольской губернии, при реке Ишиме, расположенная в 40 верстах от окружного центра города Ишим. В селе насчитывалось 72 двора и проживало 290 человек (130 мужчин и 160 женщин). В селе действовала православная Георгиевская церковь.
Священнослужители Георгиевской церкви:
- 1864 — священник Платон Никифорович Груздев
- 1864—1878 — священник Яков Васильевич Киановский
- 1905—1910 — священник Александр Киановский

В 1926 году в деревне имелось 77 хозяйств и проживало 363 человека (167 мужчин и 196 женщин). Функционировала школа I ступени. В административном отношении Фирсова являлась центром Фирсовского сельсовета Абатского района Ишимского округа Уральской области.

## География
Деревня находится в юго-восточной части Тюменской области, в лесостепной зоне, в пределах Ишимской равнины, на левом берегу реки Ишим, на расстоянии примерно 24 километров (по прямой) к юго-западу от села Абатское, административного центра района. Абсолютная высота — 75 метров над уровнем моря.

### Часовой пояс
Фирсова, как и вся Тюменская область, находится в часовой зоне МСК+2. Смещение применяемого времени относительно UTC составляет +5:00.

## Население
| 1989 | 2002 | 2010 |
| ---- | ---- | ---- |
| 93   | ↘88  | ↘76  |

Гендерный состав
По данным Всероссийской переписи населения 2010 года в гендерной структуре населения мужчины составляли 48,7 %, женщины — соответственно 51,3 %.
Национальный состав
Согласно результатам переписи 2002 года, в национальной структуре населения русские составляли 97 % из 88 чел.

## Улицы
Уличная сеть деревни состоит из двух улиц.